# Autobahn Qingshuihe–Yining
Die Autobahn Qingshuihe–Yining oder Qingyi-Autobahn (chinesisch 清伊高速公路, Pinyin Qīngyī gāosù gōnglù, englisch Qingyi Expressway), chin. Abk. G3016, ist eine regionale Autobahn im Uigurischen Autonomen Gebiet Xinjiang im Nordwesten Chinas. Die 53 km lange Autobahn zweigt bei Qingshuihe im Kreis Huocheng von der Autobahn G30 ab und führt in südöstlicher Richtung bis Gulja, das in chinesischer Sprache Yining genannt wird.